# Агноїти
Агноїти (грец. ἀγνοηταί agnoetai, від ἀγνοέω agnoeo, не знати про ) або фемістяни були монофізитською християнською сектою пізньої античності, яка стверджувала, що природа Ісуса Христа в усіх відношеннях подібна до інших людей, у тому числі в обмеженій знання, незважаючи на те, що вони божественні.
Секта виросла із суперечки між Севером Антіохійським і Юліаном Галікарнасським щодо природи тіла Христа. Юліан дотримувався думки, яку називають афтартодокетизмом, що тіло Христа було нетлінним від народження. Послідовники Севера, сіверани, відкидали це, вважаючи, що тільки після Воскресіння тіло Христове стало нетлінним. Близько 534 року сіверанський диякон Олександрії в Єгипті, Фемістій Калонім, опублікував свої погляди на знання Христа під назвою Апологія для Феофіла. Хоча він бачив себе як захищаючи погляди Северана, він в кінцевому підсумку заснував нову секту .
Погляди Фемістія ґрунтувалися на його екзегетиці Марка 13:32 та Івана 11:34, у яких Христос, здається, не знає про Судний день і місцезнаходження тіла Лазаря. Агнета також могла б процитувати Луки 2:52, в якому сказано, що Христос росте в знаннях. За словами Ліберата Карфагенського, він також приписував Христу почуття страху. Його тлумачення, однак, не були широко прийняті серед монофізитів, зокрема були відкинуті Олександрійським Патріархом Тимофієм IV, який помер у 535 році. Фемістій закидав погляди Іоанна Філопона, якого часто вважали тритеїстом, який у свою чергу атакував його погляди.
Наступником Фемістія став Феодосій, а не патріарх Феодосій I, поглядам якого Фемістій протистояв. Іоанн Дамаскин називає рух Фемістіаном. Є свідчення про монастир Агнеете в Єгипті, монастир Саламітів поблизу Туніса. Він поширився з Єгипту на чернечі спільноти Палестини. Збереглися фрагменти сирійського трактату проти Фемістія. 
У 599 році папа Григорій I написав Олександрійському патріарху Євлогію, щоб звернути його увагу на Агнети і попросити його поради щодо цього питання. Григорій засудив Агнети як єретиків , як і Євлогій, який написав проти них трактат . Патріарх Єрусалимський Софроній (634–638 рр.) засудив агнетизм, і він був засуджений на Латеранському соборі 649 р. і Третьому Константинопольському соборі 680 або 681 р., на якому собор оголосив Фемістія єретиком разом із Латераном із Антіоні та Авіродієм.
Жодних агнетичних текстів не збереглося, але деякі твори Фемістія цитуються грецькою мовою в актах соборів 549 і 680/1, у роботах Максима Сповідника (пом. 661) і в компендіумі Doctrina patrum de incarnatione verbi. Ці цитати, однак, демонструють його монофізитство, а не його агнетизм.

## Сучасний зміст
У більш загальному сенсі ім’я Agnoetae можна застосувати до всіх тих, хто заперечує всезнання або Бога, або Христа. Католицька енциклопедія визначає:
- Теофроніяни, названі так від свого вождя, Феофронія Каппадокійського (370 р.), заперечували, що Бог знав минуле з пам’яті або майбутнє з певністю; і вчив, що навіть для пізнання минулого він потребує вивчення й роздумів.[4] Згідно з розповіддю Созомена, Феофроній вважав, що:«Хоча Бог передбачає те, чого немає, і знає те, що є, і пам’ятає те, що сталося, він не завжди володіє цим знанням у той самий спосіб щодо майбутнього та сьогодення, і змінює своє знання про минуле».[5]
- Аріани, вважаючи природу Христа нижчою за природу Його Батька, стверджували, що він багато чого не знає, як випливає з його власних заяв про Судний день і з того факту, що він часто запитував своїх товаришів і євреї.
- Аполлінарії, заперечуючи, що Христос мав людську душу або, принаймні, що він мав інтелект, неодмінно вважали його позбавленим людського знання.
- Несторіани, загалом, і адопціоністи вважали, що знання про Христа обмежене; що він зростав у навчанні з віком.
- Деякі видатні протестантські реформатори, такі як Мартін Бусер, Джон Кальвін і Хульдріх Цвінглі, заперечували всезнання втіленого Христа.
- У 19-му та на початку 20-го століть деякі римо-католицькі теологи, такі як Луї-Віктор-Еміль Буго, Антон Гюнтер, Генріх Клее та Альфред Луазі, ставили під сумнів всезнання людського інтелекту Христа.